# Leberwurst
Il Leberwurst (/ˈleːbɐ̯ˌvʊɐ̯st/; leverworst in olandese, liverwurst in inglese, leverkorv in svedese, maksamakkara in finlandese, kenőmájas in ungherese e salsiccia di fegato in italiano) è un salume campagnolo morbido (talvolta spalmabile) tipico della cucina tedesca, composto di fegato tritato (generalmente di maiale, ma anche di vitello), che conferisce al prodotto il sapore caratteristico.

## Preparazione ed ingredienti

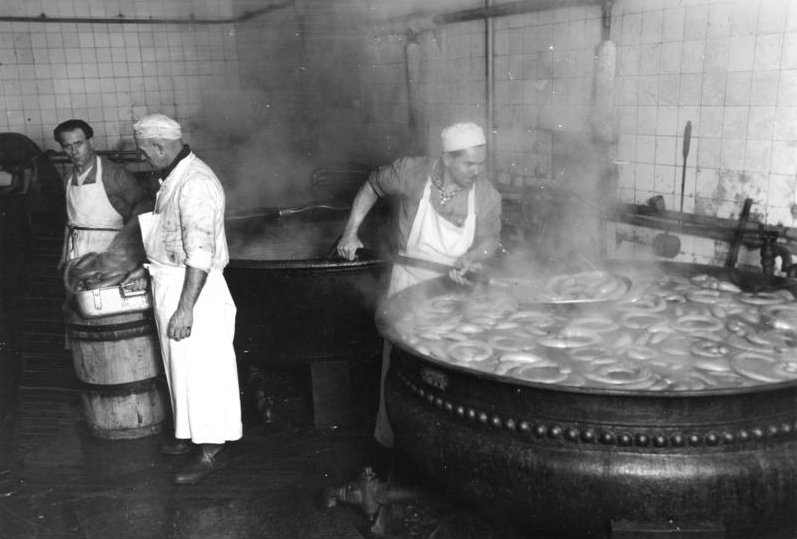
Preparazione di Leberwurst a Berlino (1948)

La preparazione viene fatta tradizionalmente durante l'abbattimento del maiale, quando le carni a disposizione sono fresche. La carne di suino o di altri animali, privata degli organi molli quali fegato, dotti biliari e colecisti, viene precotta e sbollentata e in seguito macinata più o meno grossolanamente assieme a fegato di maiale ancora crudo in una percentuale mai inferiore al 10-30% della massa finale. In alternativa il fegato può essere tritato a parte e mischiato a mano, con gli altri ingredienti (aromi ed erbe), alla carne precotta. Il tutto viene insaccato in budelli naturali e successivamente cotto a temperature vicine agli 80 °C.
Usata tradizionalmente fresca, può comunque esser conservata dopo essere stata affumicata, o in barattoli di vetro.

## Varietà
Rappresenta una delle tradizionali tipologie di Wurst tedesche, e ne esistono numerose versioni e varianti regionali nel mondo tedesco (Germania, Austria, provincia autonoma di Bolzano, Paesi Bassi), mitteleuropeo (Ungheria e Transilvania) e scandinavo (Finlandia, Svezia). La provenienza geografica, il tipo di carne, la percentuale di fegato presente, le modalità di triturazione, gli aromi ed i coadiuvanti di lavorazione, il tipo di budello utilizzato ed il suo spessore, le modalità di cottura e quelle di affumicatura influiscono infatti molto sull'odore, il sapore e la consistenza finale.

### Niederrheinische Leberwurst
Tipico del Niederrhein, nell'ovest della Germania, è un prodotto più casereccio ed ha una consistenza più ruvida di altri Leberwürste.

### Thüringer Leberwurst
Le salsicce di questa varietà, di carattere artigianale, hanno un sapore ed un aroma robusti e sono vendute sia allo stato fresco che sotto conserva in barattoli di vetro.
Esse rappresentano il più classico degli insaccati della Turingia, la cui produzione tradizionale si è mantenuta viva più facilmente che nella Germania occidentale a causa dell'arretratezza dell'apparato industriale dell'ex DDR: grazie a questo fatto ha ottenuto assieme al Thüringer Rotwurst e al Thüringer Rotbratwurst un marchio IGP regolato da un preciso disciplinare, in base al quale perlomeno il 51 % degli ingredienti provengono dalla Turingia. Per prepararla, la carne (lardo scotennato e pancetta magra) viene precotta in acqua bollente e poi fatta passare assieme a cipolle stufate ed al fegato di maiale nel tritacarne con uno stampo a fori di 3 mm. (Il processo deve avvenire a una temperatura inferiore ai 58 °C, oltre la quale le proteine del fegato vengono denaturate e perdono le loro proprietà emulsionanti).
Nell'impastatrice vengono poi aggiunti il sale ed i condimenti (in particolare di pepe macinato e maggiorana della Turingia) sino ad ottenere una massa omogenea; quest'ultima viene infine insaccata immediatamente in budella naturali (ad esempio crespone o la vescica di suino oppure budello torto di bovino). Le salsicce sono poi cotte a bagno maria ad una temperatura di 75 °C e per una durata che varia a seconda del calibro. Vengono poi fatte raffreddare e in seguito affumicate con legna di faggio, sino a divenire dorate.

### Frankfurter Leberwurst
Tipica della zona di Francoforte sul Meno, ha un colore rossiccio tendente al mattone, punteggiato qua e là di grasso. Ha un sapore e un odore molto forte e persistente, anche perché fra i suoi aromatizzanti è presente la cipolla, stufata ed aggiunta all'impasto fin dalle prime fasi di tritatura. La sua percentuale di fegato dev'essere di almeno il 40% in peso, il tutto macinato fine assieme a polpa suina e lardelli.

### Hessische Leberwurst

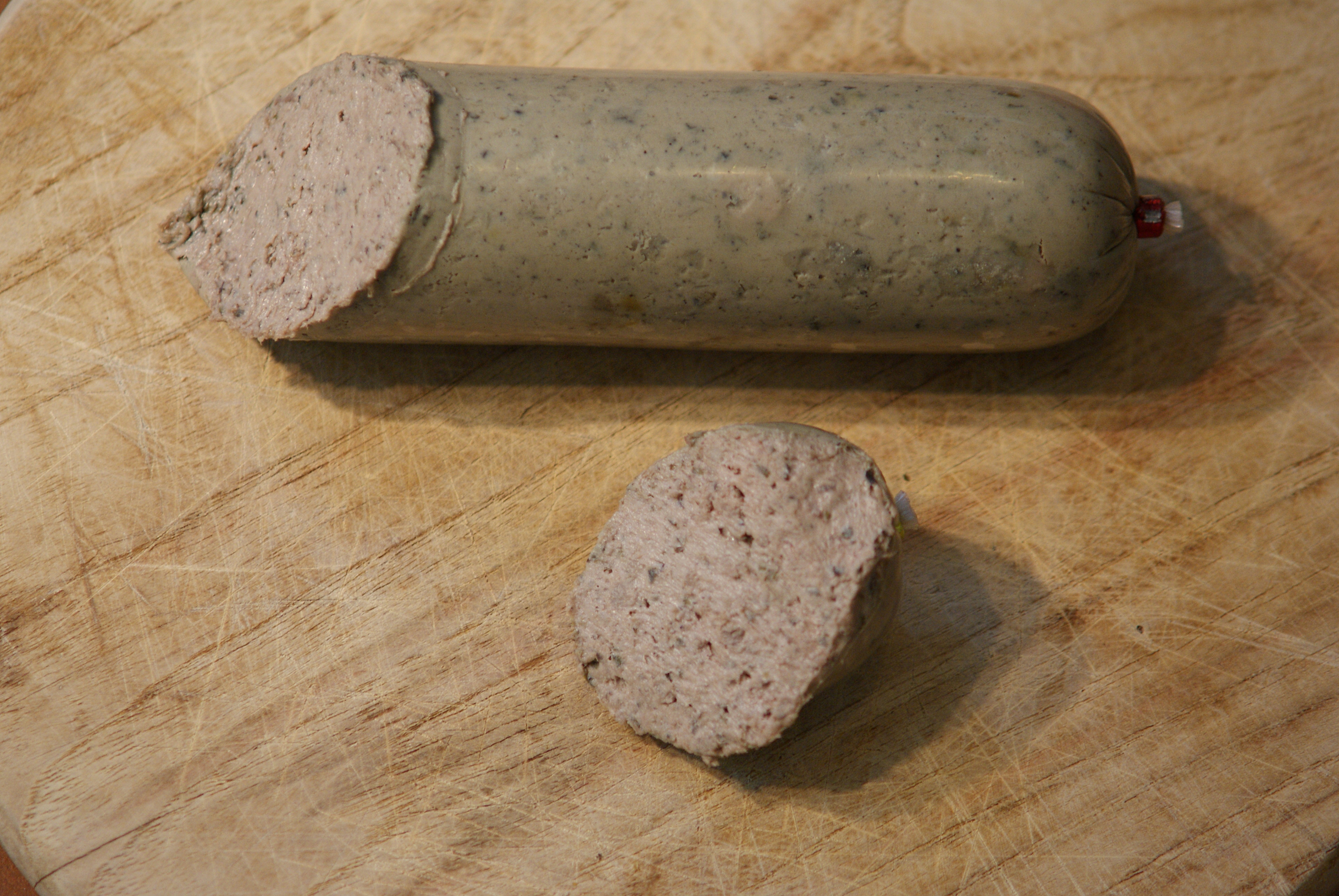
Leberwurst del Palatinato

Versione diffusa originaria dell'Assia (ma condivisa grossomodo anche da realtà locali quali Berlino, Hannover, Aquisgrana ed il Palatinato), mostra una grana minuta grazie alla finissima cubettatura del lardo ed un colore piuttosto scuro, dovuto anche all'affumicatura. La tendenza amarognola del fegato è percettibile, assieme a sapidità, succulenza e aromaticità pronunciate, grazie a una prezzemolatura di maggiorana, cardamomo e cipolla.

### Leberwurstdell'Alto Adige (Südtirol)
La variante diffusa in provincia di Bolzano è in genere macinata grossolanamente.

### Grobe Leberwurst
Letteralmente salsiccia di fegato grossolana, è una varietà più rustica in cui la percentuale minima di fegato scende al 20%, ma il sapore viene compensato dall'aromatizzazione più ricca (cipolla, maggiorana, timo, pepe bianco, paprica, rum) e da un'eventuale affumicatura più prolungata.

### Kalbsleberwurst
Di colore rosa chiaro (accentuato in prodotti non biologici dall'aggiunta di nitriti), è una tipologia di Leberwurst a base di ritagli sgrassati di vitello o vitellone, che possiede solo una piccola percentuale di fegato e di suino per la componente grassa.
Dall'inizio del 2010 il Kalbsleberwurst venduto in Germania deve contenere anche una porzione di fegato di vitello, qualora contenesse solo fegato di suino (Schweineleber), esso deve essere commercializzato sotto la dicitura mista Kalbfleisch-Leberwurst.
Contiene miele, coadiuvante di lavorazione che ne accentua la tendenza dolce e maschera l'amarognolo del fegato, ed è tradizionalmente confezionata in un particolare budello dorato. Per il sapore dolce e la consistenza cremosa e spalmabile, è molto apprezzata dai bambini.

### Braunschweiger

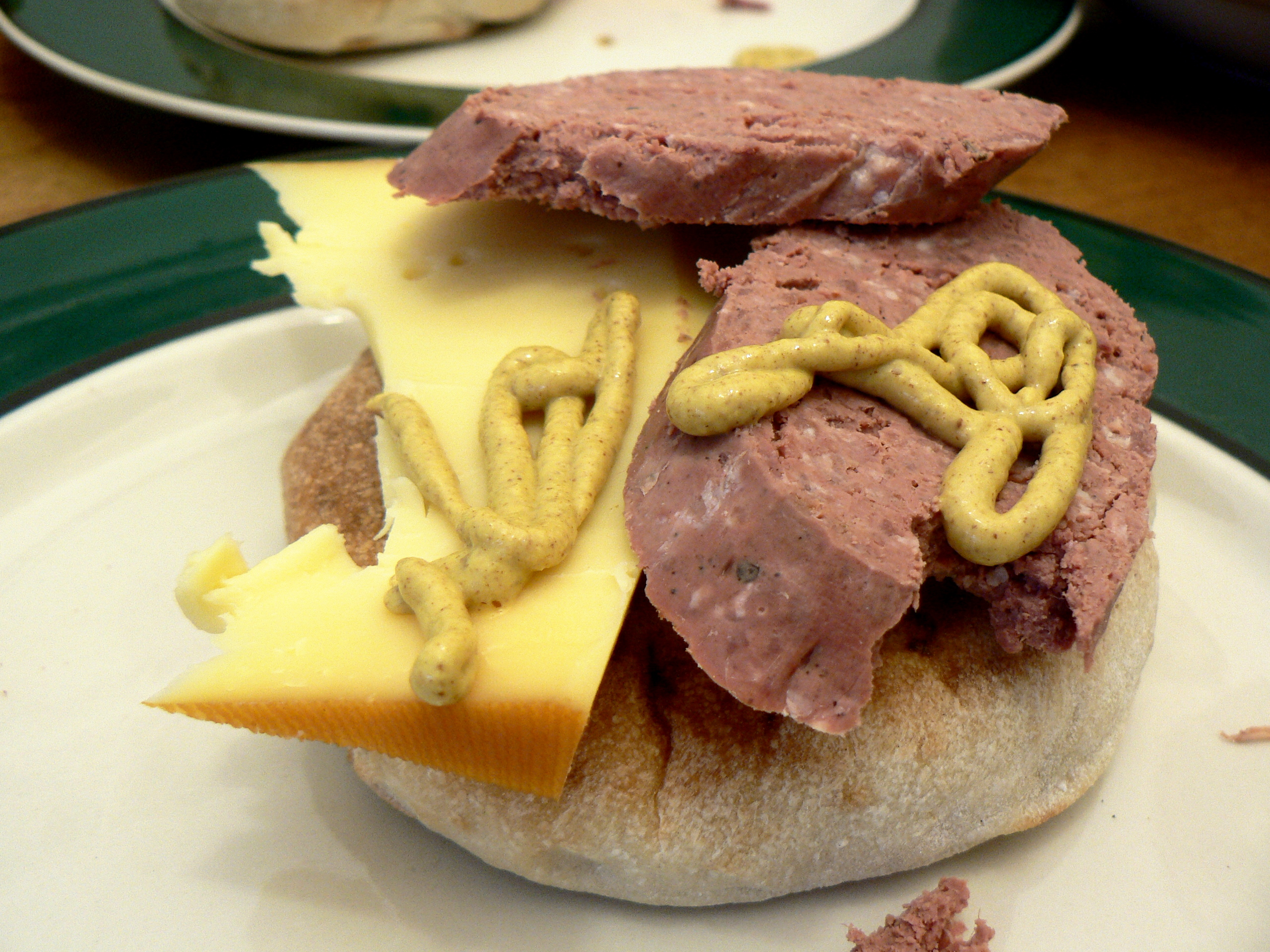
panino con Braunschweiger, formaggio e senape

Pur prendendo il nome dalla città tedesca di Braunschweig, è in realtà il liverwurst più conosciuto negli Stati Uniti.
Lo USDA richiede che il prodotto contenga un minimo del 30% di fegato (di maiale, vitello o manzo), carne magra (può includere anche tracce di carne di pollame separate meccanicamente), carni grasse e aromi. Questi ultimi includono sale e spesso includono pepe bianco, polvere di cipolla o cipolla tritata, e noce moscata. Agenti addensanti (eritorbato di sodico e nitrito di sodio) sono facoltativi.

### Groninger leverworst
Il leverworst di Groninga, Paesi Bassi, è fatto con grossi pezzi di fegato di maiale che costituiscono approssimativamente il 46% del contenuto, aromatizzato con chiodi di garofano. Presso le macellerie è possibile trovare ancora produzioni di tipo artigianale in budello, mentre è sempre molto più comune trovarlo in supermercati nella pelle di plastica.

## Proprietà nutrizionali
Risulta ricco di ferro e di grassi: 100 g di salsiccia contengono circa 300-350 calorie.

## Consumo

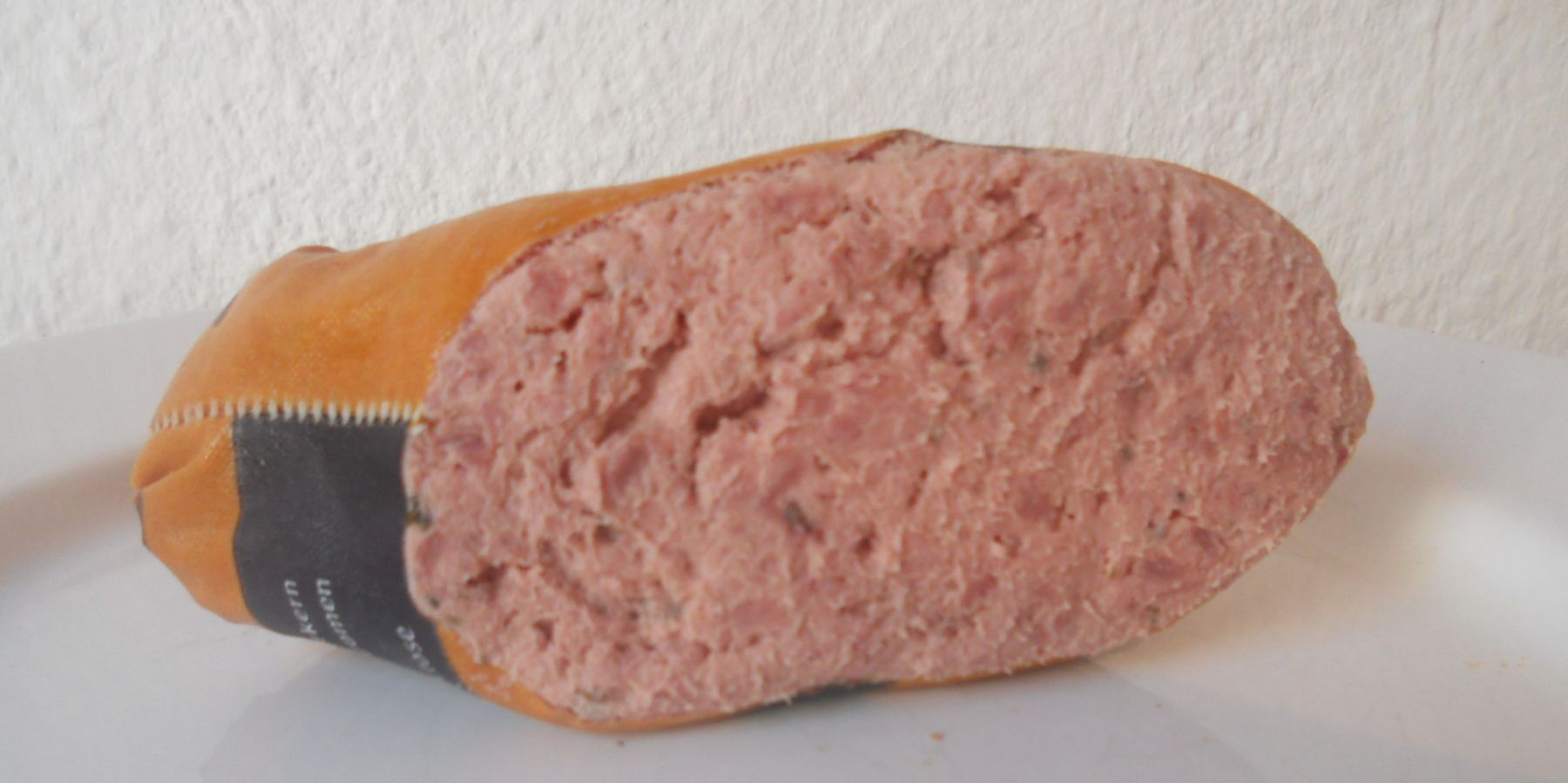
Leberwurst spalmabile

Possiede alcune affinità con il pâté di fegato francese ed il mazzafegato (prodotto tipico di Marche e Umbria).
Questo tipo di salsiccia è raramente cotta e viene tradizionalmente consumata cruda, spalmata su fette di pane o su cracker, oppure come sandwich.
Spesso è servita assieme a molte altre varietà di carne ed insaccati in una portata unica chiamata Schlachteplatte.
Nel Midwest degli Stati Uniti, Braunschweiger è tipicamente servita in un panino con vari condimenti come il ketchup, senape e aneto sottaceti, o semplicemente spalmata su cracker.
Ci sono anche un paio di ricette per pâté che utilizzano il Braunschweiger come ingrediente primario.
In Germania e Stati Uniti viene spesso servito accompagnato da cetriolini sott'aceto.